# Mysz indyjska
Mysz indyjska (Mus booduga) – gatunek gryzonia z rodziny myszowatych, występujący w Azji Południowej.

## Klasyfikacja
Gatunek ten został opisany naukowo w 1837 roku przez J.E. Graya. Należy do podgatunku nominatywnego Mus. Mysz ziemista (Mus terricolor) bywała uznawana za synonim myszy indyjskiej; przez niejednoznaczne rozróżnienie zasięg tych gatunków jest niepewny. Populacja ze środkowej Mjanmy wyróżnia się pod względem genetycznym i może zostać zaklasyfikowana jako odrębny gatunek, Mus lepidoides.

## Morfologia
Długość ciała (bez ogona) 56–63 mm, długość ogona 55–75 mm, długość ucha 11–13 mm, długość tylnej stopy 14–16 mm; masa ciała 10–15 g.

## Występowanie i biologia
Mysz indyjska jest szeroko rozpowszechniona, występuje na całym Półwyspie Indyjskim i Cejlonie, w Indiach, Sri Lance, wschodnim Pakistanie, południowym Nepalu, Bangladeszu (zasięg niepewny) i środkowej Mjanmie. Spotykana od poziomu morza do 4000 m n.p.m.
Mysz indyjska jest pospolita na polach ryżowych i innych nawadnianych obszarach uprawnych w Indiach. Występuje w tropikalnych i subtropikalnych lasach suchych. Populacja z Mjanmy zamieszkuje suchsze tereny, piaszczyste i pokryte krzewami i jest poważnym szkodnikiem upraw, w szczególności orzechów ziemnych.

## Populacja
Mysz indyjska ma duży zasięg występowania, występuje w obszarach chronionych. Dalsze badania taksonomiczne są potrzebne, aby określić zasięg występowania myszy indyjskiej i podobnej myszy ziemistej. Międzynarodowa Unia Ochrony Przyrody uznaje mysz indyjską za gatunek najmniejszej troski. W Indiach mysz ta jest uznawana za szkodnika.